# Sallustius Bonosus
Flavius Iulius Sallustius Bonosus ist der von einem Teil der modernen althistorischen Forschung angenommene Name des römischen Konsuls des Jahres 344. Einige andere Forscher gehen jedoch davon aus, dass es sich bei Flavius Bonosus und Iulius Sallustius um zwei verschiedene Personen gehandelt habe, die beide im Jahr 344 das Konsulat bekleideten.